# Glad Rags & Body Bags
Glad Rags & Body Bags  es el primer LP de la banda de psychobilly Zombie Ghost Train. Editado bajo el sello discográfico Shrunkrn Heads en el 2005. 
La banda sigue en la misma línea que en su EP, una mezcla de rock n' roll, rockabilly y psychobilly,  sin embargo se nota claramente una evolución muy favorable.
De nuevo la banda hace un cover de la canción Girl U Want. Mientras que el track Zombie Beach destaca por ser instrumental con un estilo surf.

## Listado de canciones
1. Glad Rags & Body Bags
2. R.I.P.
3. Dark Times
4. Graveyard Queen
5. Black, White & Dead
6. Deadcat Rumble
7. Girl U Want
8. Alone
9. Night Time Crawling
10. Zombie Beach
11. Gone
12. Buried Next To The King
13. You're My Baby
- Datos: Q6439595